# Yuki Ogaki
Yuki Ogaki (大垣 勇樹 Ōgaki Yūki?, nacido el 28 de febrero de 2000 en Osaka) es un futbolista japonés que juega como delantero en el BFC Daugavpils de la Virsliga cedido por el FK RFS.
En 2018, Ogaki se unió al Nagoya Grampus de la J1 League. Después de eso, jugó en el Iwate Grulla Morioka.

## Trayectoria

### Clubes
| Club                          | País    | Año         |
| ----------------------------- | ------- | ----------- |
| Kōkoku High School            | Japón   | 2017 - 2018 |
| Nagoya Grampus (cedido)       | Japón   | 2017 - 2018 |
| Nagoya Grampus                | Japón   | 2018 - 2021 |
| Iwate Grulla Morioka (cedido) | Japón   | 2019 - 2021 |
| FK RFS                        | Letonia | 2021 -      |
| BFC Daugavpils (cedido)       | Letonia | 2021 -      |

## Estadística de carrera

### J. League
| Club                 | Año   | J. League | J. League | Copa J. League | Copa J. League | Total | Total |
| Club                 | Año   | Part.     | Goles     | Part.          | Goles          | Part. | Goles |
| -------------------- | ----- | --------- | --------- | -------------- | -------------- | ----- | ----- |
| Nagoya Grampus       | 2018  | 0         | 0         | 2              | 0              | 2     | 0     |
| Nagoya Grampus       | 2019  | 0         | 0         | 1              | 0              | 1     | 0     |
| Iwate Grulla Morioka | 2019  | 12        | 2         | -              | -              | 12    | 2     |
| Total                | Total | 12        | 2         | 3              | 0              | 15    | 2     |